# Diphleps unica
Diphleps unica är en insektsart som beskrevs av Ernst Evald Bergroth 1924. Diphleps unica ingår i släktet Diphleps och familjen ängsskinnbaggar. Inga underarter finns listade i Catalogue of Life.